# Sphenomorphus solomonis
Sphenomorphus solomonis là một loài thằn lằn trong họ Scincidae. Loài này được Boulenger mô tả khoa học đầu tiên năm 1887.